# Eon SE

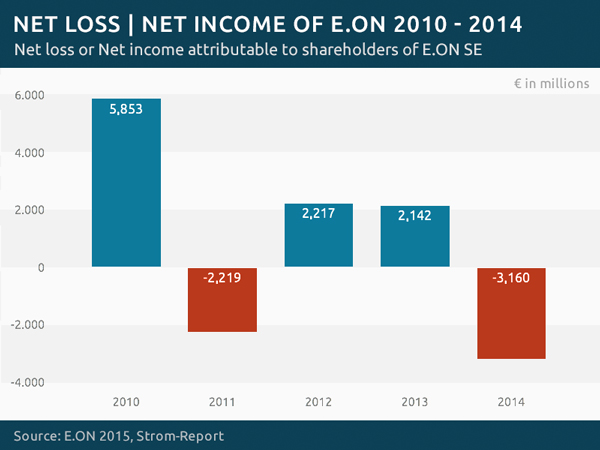
E.ON SE:s vinster 2010 - 2014

Eon SE (företagets stavning E.ON SE, i logotypen som e·on) är en tysk energikoncern. Med 35 miljoner kunder är koncernen världens största privata energikoncern.

## Historik
Under 1920-talet grundades industriföretagen VEBA och VIAG i Tyskland. Företagen var ägda av den tyska staten fram till 1960- respektive 1980-talet, då de listades som aktiebolag på DAX. De båda företagen slogs 2000 ihop och bildade Eon AG, efter att sammanslagningen offentliggjorts 27 september 1999. 2001 tog man över Ruhrgas i Essen. 
Eon har avyttrat stora delar av koncernen, bland annat VIAG:s mobiltelefondel som såldes till British Telecom och idag är O2 Germany. Man sålde även Gelsenwasser AG och fastighetsföretaget Viterra. Detta skedde för att koncentrera sig på energibranschen. Istället satsade man på att köpa upp energiföretag runt om i Europa, däribland Sydkraft i Sverige (idag Eon Sverige AB).

## Verksamhetsområden
- Bioenergi
- Energigaser
- Fjärrkyla
- Fjärrvärme
- Fordonsgas
- Kärnkraft
- Olja
- Solenergi
- Vattenkraft
- Vindkraft

## Samarbete med högskolor och universitet
Företaget är en av medlemmarna, benämnda Partners, i Handelshögskolan i Stockholms partnerprogram för företag som bidrar finansiellt till högskolan och nära samarbetar med den vad gäller forskning och utbildning.